# Ubong Moses Ekpai
Ubong Moses Ekpai (Uyo, 17 ottobre 1995) è un calciatore nigeriano, centrocampista della Dyn. Č. Budějovice.

## Caratteristiche tecniche
È un esterno destro.

## Statistiche

### Presenze e reti nei club
Statistiche aggiornate al 9 agosto 2018.
| Stagione        | Squadra         | Campionato      | Campionato | Campionato | Coppe nazionali | Coppe nazionali | Coppe nazionali | Coppe continentali | Coppe continentali | Coppe continentali | Altre coppe | Altre coppe | Altre coppe | Totale | Totale | Totale |
| Stagione        | Squadra         | Comp            | Pres       | Reti       | Comp            | Pres            | Reti            | Comp               | Pres               | Reti               | Comp        | Pres        | Reti        | Pres   | Reti   |        |
| --------------- | --------------- | --------------- | ---------- | ---------- | --------------- | --------------- | --------------- | ------------------ | ------------------ | ------------------ | ----------- | ----------- | ----------- | ------ | ------ | ------ |
| 2016-2017       | Slovan Liberec  | 1L              | 16         | 4          | CRC             | 2               | 0               | UEL                | 3                  | 0                  |             | -           | -           | 21     | 4      |        |
| 2017-2018       | Trinity Zlín    | 1L              | 28         | 7          | CRC             | 2               | 0               | UEL                | 6                  | 0                  |             | -           | -           | 36     | 7      |        |
| Totale carriera | Totale carriera | Totale carriera | 44         | 11         |                 | 4               | 0               |                    | 9                  | 0                  |             | -           | -           | 57     | 11     |        |